# Chroniques de la Mariée de Bretagne
Chroniques de la Mariée de Bretagne (ブルターニュ花嫁異聞, Bretagne Hanayome Ibun) est une série manga écrite par Junji Takehara de type seinen et qui touche au drame, à l'Histoire et à la romance. Le récit se déroule dans la Bretagne du XIIIème siècle sous le règne de Pierre Ier de Bretagne. La série est publiée en France par Kurokawa et traduite par Fédoua Lamodière. Au Japon, elle est publiée par Tokuma Shoten. L'auteur se dit passionné d'histoire médiévale européenne. Si le récit est imaginaire, il s'inscrit toutefois dans la réalité de façon assez rigoureuse et probante.

## Synopsis
Le récit débute in media res avec Thomas, un jeune héraut sur un champ de bataille. Après l'affrontement, celui-ci se voit confier par son seigneur, Raoul de Dinan, la tâche d'aller chercher la future épouse du Duc. Se rendant à des joutes dans l'espoir de trouver le père de la mariée, André Le Bleau, il rencontre Andrée Le Bleau, fille de feu André Le Bleau, travestie et se faisant passer pour un chevalier dans le but d'assassiner le Duc de Bretagne qu'elle tient pour responsable de la mort de son défunt père. S'ensuit alors dans toute la Bretagne une aventure médiévale teintée de romance et de mystère.

## Parutions
| no | Japonais         | Japonais          | Français         | Français          |
| no | Date de sortie   | ISBN              | Date de sortie   | ISBN              |
| --- | ---------------- | ----------------- | ---------------- | ----------------- |
| 1 | 10 août 2022     | 978-41-995-0785-4 | 14 mars 2024     | 979-10-420-1334-9 |
| Liste des chapitres : - 001. La mariée de Bretagne - 002. Une nuit à Nantes - 003. Entrevue - 004. Le rouleau mortuaire                                  |                  |                   |                  |                   |
| 2 | 13 avril 2023    | 978-41-995-0812-7 | 4 juillet 2024   | 979-10-420-1505-3 |
| Liste des chapitres : - 005. Le fils du lion - 006. Au fond du brouillard - 007. Portrait père et fils - 008. Confession - 009. Décombres - 010. À Dinan |                  |                   |                  |                   |
| 3 | 13 décembre 2023 | 978-41-995-0839-4 | 14 novembre 2024 | 979-10-420-1517-6 |
| Liste des chapitres : - 011. Proposition - 012. La tragédie du prince - 013. Réminiscence - 014. L'épouse du lion - 015. Confrontation - 016. Un héraut  |                  |                   |                  |                   |
| 4 | 13 juin 2024     | 978-41-995-0862-2 | 10 avril 2025    | 979-10-420-1877-1 |
| Liste des chapitres : - 017. Complications - 018. Plantagenêt - 019. Embranchement - 020. Le témoin du passé - 021. Regrets                              |                  |                   |                  |                   |
| 5 | 13 décembre 2024 | 978-41-995-0884-4 | 10 août 2025     | 979-10-420-1878-8 |

## Langue bretonne
Le premier ouvrage fait une petite place à la langue bretonne. Quelques phrases en breton sont écrites dans le tome 1 disponible sur le marché. On trouve aussi les premières pages du tome 1 traduites en breton sur Internet.